# Konstantin Krause
Konstantin Krause (Alemania, 8 de octubre de 1967) es una atleta alemán retirado especializado en la prueba de salto de longitud, en la que consiguió ser subcampeón europeo en pista cubierta en 1992.

## Carrera deportiva
En el Campeonato Europeo de Atletismo en Pista Cubierta de 1992 ganó la medalla de plata en el salto de longitud, con un salto de 8.04 metros, tras Dmitriy Bagryanov  del Equipo Unificado  (oro con 8.12 metros) y por delante del finlandés Jarmo Kärnä.